# Ribeca
La ribeca o rebecca (a volte ribeba, anticamente rubeca) è uno strumento musicale ad arco, con cassa piriforme.  Rebecchino era detto il musicista che lo suonava.

## La storia
La ribeca, di tessitura acuta,fu uno degli strumenti cordofoni più diffusi e impiegati nell'Europa tardo medievale. Questo strumento lo troviamo raffigurato in vari manoscritti dei primi anni del XIV secolo. Lo strumento compare in numerose fonti visive e scritte 

## Lo strumento
La cassa della ribeca ha la foggia di una mezza pera che si prolunga nel manico, sul quale si trova la tastiera. In genere (diversamente da strumenti più tardi di forma simile, come il mandolino) la cassa dello strumento non era assemblata unendo più liste di legno opportunamente sagomate, bensì ricavata in un pezzo unico insieme al manico, scavando un singolo blocco di legno massiccio. Costruita con legno piuttosto duro, ha la tavola armonica piana sulla quale sono praticati due fori a forma semicircolare. Lo strumento ha da due a cinque corde, accordate per intervalli di quinta, che vengono suonate tramite un archetto. Esistevano ribeche con misure e accordature diverse, ma prevalentemente si trattava di uno strumento di tessitura acuta. Fu molto diffuso nelle corti europee fino al XVI secolo, come strumento per l'accompagnamento del ballo e della lettura di poesie; presso la corte di Enrico VIII d'Inghilterra, essa era presente nell'orchestra reale. Di questo strumento esisteva anche una versione da gamba che somigliava molto alla viola da gamba ed aveva un'estensione più grave delle ribeche da braccio.